# Tea in čarobna travica
Tea in čarobna travica (COBISS) je pravljica Eve Škofič Maurer, ki je leta 2008 izšla pri Študentski založbi Litera. Ilustrirala jo je Barbara Fišinger Škorjanc.
Zgodba pripoveduje o slončici Tei in njenem prijatelju Aciju, ki sta se skupaj s čredo odpravila na pot. Tea ni še ni znala trobiti z rilcem. V savani jo je Aci naučil trobiti in od takrat naprej sta postala najboljša prijatelja.